# Tanjung Gunung (Laubaleng)
Tanjung Gunung is een bestuurslaag in het regentschap Karo van de provincie Noord-Sumatra, Indonesië. Tanjung Gunung telt 452 inwoners (volkstelling 2010).